# О.С.П.-студия
«О.С.П.-студия» — российское телевизионное юмористическое шоу, изначально возникшее и существовавшее на ТВ-6, а затем выходившее на РТР и СТС.

## История
Концепция «О.С.П.» возникла в рамках телепередачи «Раз в неделю», выходившей в 1995—1996 годах на ТВ-6 как «Отдел сумасшедших проектов» (начальник — Александр Толоконников). При этом относительно расшифровки первых трёх букв названия единого мнения среди коллектива не было, упоминались варианты «Очень смешное представление», «Очень смешная передача», «Опять стакан полный», «Опасные сумасшедшие приехали», «Они спасли программу», «Очень смышлёные подростки», «Очень смелые парни» (что звучало не совсем корректно в связи с присутствием в программе Татьяны Лазаревой). После раскола коллектива «Раз в неделю» ряд сотрудников «Отдела» продолжил сотрудничество с ТВ-6, выпуская спортивно-юмористическую программу «Назло рекордам!?».
Впервые в телеэфире «О.С.П.-студия» появилась 14 декабря 1996 года в качестве проекта с пародиями на различные телепередачи и песни. Задумку одобрил заместитель генерального директора ТВ-6 Иван Демидов.
Пик популярности передачи пришёлся на 1998 год, когда создатели шоу выпустили юмористический телесериал «33 квадратных метра», имевший ряд продолжений — «Дачные истории», «Снова 33 квадратных метра», «Вне родных квадратных метров» и др. Тогда же произошёл конфликт, связанный с финансовыми и творческими разногласиями. Коллектив передачи месяцами не получал зарплату. Авторы «О.С.П.» стали рассматривать возможности ухода с «ТВ-6» на другой канал, но после некоторых раздумий решили всё же остаться на канале. Однако группа раскололась. Часть команды — Василий Антонов (руководитель передачи), Александр Толоконников (автор сценария), Павел Красовский (продюсер), Максим Бухтеев (режиссёр), Виктор Карпов (директор) ушли из передачи и стали делать передачу «БИС», выходившую на «ТВ-6» с декабря 1998 по июнь 2001 года и напоминавшую по формату и структуре предыдущую программу того же канала «Раз в неделю». Впоследствии Антонов и Толоконников вернулись в команду и работали в качестве сценаристов над программами «Назло рекордам?!» для 7ТВ, а также «О.С.П.-студия» и «Хорошие шутки» вместе с Михаилом Шацем и Татьяной Лазаревой для СТС.
В конце 2000 года контракт производителей программы с шестым каналом истёк и в 2001 году «ТВ-6» отказался от показа передачи по желанию авторов и незадолго до смены руководства и последовавшими за ней изменениями в концепции вещания на телеканале. Среди причин ухода также называются финансовые проблемы: последние 2 года создатели выпускали программу на собственные деньги, заработанные концертами (канал «ТВ-6» средств на проект не выделял). О том периоде работы Андрей Бочаров вспоминал так:

Когда мы стали популярными, когда нас звали на другие передачи, когда нас узнавали в метро, это был кризис 1998 года. После него телеканал ТВ-6 расплачивался с нами не деньгами, а эфирным же временем. Мы выпускаем передачу, нам говорят: денег нет, но берите рекламное время. Это рекламное время мы заполняли анонсами наших концертов в Театре Эстрады или где-то ещё. На полученные от концертов деньги мы снимали следующие передачи. Параллельно рос долг от ТВ-6, большой-большой. Пономарёв (тогдашний гендиректор ТВ-6) то руку, то ногу, то голову на отсечение давал, что расплатится. Потом от него пришёл человек — а это же Березовского был канал: берите 25 процентов долга и закрываем вопрос. Мы отказались, какие-то деньги выцарапали… Всё окончательно рухнуло, когда закрыли НТВ и команда НТВ пришла на ТВ-6.

В мае 2001 года программа выходила на РТР по воскресеньям вечером под заголовком «О.С.П.-студия представляет замечательных людей», без Андрея Бочарова (остался на ТВ-6), Василия Антонова и Александра Толоконникова (оставшихся в программе «БИС»). На «РТР» программа выходила продолжительностью в час, в центре шоу была беседа с приглашённой знаменитостью. Гостями каждого из трёх выпусков были Александр Семчев, Николай Сванидзе и Александр Гуревич. На съёмках выпуска с последним, проведённого в формате бенефиса на его день рождения, произошёл несчастный случай — Гуревича чуть не задушил страховочный трос во время восьмого дубля финального номера, где он летал вокруг съёмочной площадки. Показ программы в таком формате был прекращён после эфира с Гуревичем (был отказ от записи и показа выпуска с участием Филиппа Киркорова), поскольку сам формат не удовлетворил авторов; при этом после осени 2001 года команда «О.С.П.» ещё продолжала сотрудничество с РТР. Премьера «О.С.П.-студии» в старом формате (как во времена ТВ-6) изначально готовилась к выходу на РТР в марте 2002 года, но она не состоялась из-за случившейся в феврале смены генерального директора канала, Александра Акопова заменили на Антона Златопольского, за которым последовали изменения в концепции вещания, а затем и в названии телеканала. «Мы ещё около года сидели на Шаболовке, ничего не делали и ждали своей участи», — рассказывал впоследствии Сергей Белоголовцев.
В сентябре 2002 года программа переехала на СТС, когда на СТС появилась команда Александра Роднянского. В 2003 году программа получила премию «ТЭФИ» в номинации «Лучшая развлекательная программа». В августе 2004 года передача была закрыта по обоюдному согласию её авторов и ведущих с телеканалом. После закрытия программы до 3 декабря 2004 года выходили лучшие выпуски под названием «О.С.П.-студия. Избранное» (до 4 сентября 2004 года — «О.С.П. Дайджест»).
В период существования программы на ТВ-6 случаев цензуры сюжетов передачи практически не было, преимуществом данного телеканала авторы передачи называли то, что он давал им «полную свободу». Одним из немногих примеров был случай, когда в период сексуального скандала, связанного с показом по государственному телевидению компрометирующей видеозаписи генпрокурора Скуратова, было принято решение не показывать сюжет с Обществом Тупых, обсуждавшим его личность; но когда шумиха вокруг его имени утихла, авторы всё равно показали этот сюжет про него. После 2002 года ситуация несколько изменилась . В частности, один раз запретили показывать пародийную песню на мотив «Меня зовут Вова» в исполнении Сергея Белоголовцева. Сами же авторы позиционировали «О.С.П.-студию» как программу мягкого, доброго, лёгкого и неагрессивного юмора, поскольку ниша сатиры была занята проектом Виктора Шендеровича.
Фактическим преемником «О.С.П.-студии» считается программа «Схема смеха», транслировавшаяся в 2006—2007 годах на РЕН ТВ. Основными актёрами являлись Сергей Белоголовцев, Павел Кабанов и Андрей Бочаров, в работе над программой принимали участие Василий Антонов, Александр Толоконников, Максим Туханин и Иван Филиппов, работавшие и над «О.С.П.-студией». Программа была закрыта после 14 выпусков.
В начале 2010-х годов была предпринята попытка возрождения передачи, однако дело не продвинулось дальше написания сценария пилотного выпуска.

## Актёры
Программу создавали бывшие участники «КВН» (указаны сыгранные ими постоянные персонажи телепрограммы):

### Василий Антонов
- - Базилио Гульф (пародия на Виталия Вульфа);
  - тесть Сергея Геннадьевича («33 квадратных метра»);
  - ведущий программы «Мизантропия» (аллюзия на Дмитрия Диброва и его программу «Антропология»)

### Сергей Белоголовцев
- - Серж Молодожёнов (пародия на Льва Новожёнова);
  - Леонид Парфюмов (пародия на Леонида Парфёнова);
  - Сергей Геннадьевич Звездунов («33 квадратных метра»);
  - ведущий программы «Музыкальный электровоз» Сергей Белый (образ, похожий на ведущего программы «Музыкальный обоз» Ивана Демидова)[44];
  - фанат ведущего программы «Доброе утро, Америка!»;
  - господин Булка (пародия на Александра Бялко. Появлялся в пародиях на программу «Что? Где? Когда?»)
  - ведущий программ «Подробно с Юриком» и «Зеркальное трюмо» Юрик Добриян (образ, похожий на Николая Сванидзе);
  - Сергей Белоголовзнер (пародия на Владимира Познера);
  - Андрей Массивнов (пародия на Андрея Максимова);
  - Выгений Смехопанорамосян (пародия на Евгения Петросяна);
  - Роман Симпампуськин (пародия на Ивана Охлобыстина);
  - Ильдар Жиндабрёв (пародия на Ильдара Жандарёва как ведущего программы «Без протокола»);
  - Евгений Онегин (пародия на ток-шоу «Окна»);
  - ведущий программы «Большая ПОсудоМОЙКА» (пародия на Андрея Малахова и передачу «Большая стирка»);
  - Анатолий Борисович (пародия на Анатолия Чубайса);
  - Фельдмаршал Паулюс (пародия на Валдиса Пельша и передачу «Угадай мелодию»);
  - в сериале «Кабачок ОСП-стулья» — пан Бандит (пан Жулик), пан Военный (в некоторых сериях);
  - в сериале «Россия. XX век» — Ленин, Фрунзе, Ботвинник, рабочий-агитатор, белогвардеец (полковник) и другие персонажи;
  - в фильме «Сестра-3» — режиссёр фильма Алексей Балалайкин (пародия на Алексея Балабанова), сестра главной героини, исполнил пародию на песню Найка Борзова «Вова»

### Андрей Бочаров
- - Андрей Звездунов («33 квадратных метра»);
  - Саша Огурцович — пародия на Александра Гуревича;
  - Морис Федосеев (пародия на Бориса Моисеева);
  - солист группы «Чушь» Андрей Чурбаков (пародия на Сергея Чигракова и группу «Чиж & Co»);
  - член Всероссийского общества тупых («Бочарик»);
  - в сериале «Кабачок ОСП-стулья» — пан Военный, пан Помощник депутата;
  - в сериале «Россия. XX век» — белогвардеец, Павлик, Ежов, Поль Робсон, рабочий Путиловского завода; Бухарин и другие персонажи;
  - в фильме «Сестра-3» — одна из сестер; продюсер Алёша Жадин, кинокритик Валентин Берло

### Павел Кабанов
- - «манагер по колготкам» Воха Дундарь;
  - Клара Захаровна, теща Сергея Геннадьевича Звездунова («33 квадратных метра»);
  - ведущий программы «Неврастительная жизнь» Павел Колобков (пародия на ведущего программы «Растительная жизнь» Павла Лобкова);
  - господин Груздь (пародия на Александра Друзя. Появлялся в пародиях на программу «Что? Где? Когда?»);
  - в сериале «Кабачок ОСП-стулья» — пан Сосед; пани Доцент; пан Дед Мороз;
  - член Всероссийского общества тупых («Новенький»);
  - Игорь Ерепеньев (пародия на Виктора Ерофеева; имя — возможно, аллюзия на Игоря Иртеньева);
  - Александр Дурдом (пародия на Александра Гордона);
  - Алексей Всепортнев (пародия на Алексея Кортнева как ведущего цикла передач «Золотой граммофон», в которых представляли соискателей одноимённой премии (пародия «ОСП-студии» на эти передачи называлась «Золотой какофон»));
  - Владимир Ленский (пародия на ток-шоу «Окна»);
  - ведущий передачи «Вы — очевидец-невероятец» (пародия на Ивана Усачёва и программу «Вы — очевидец»);
  - пародии на Филиппа Киркорова;
  - Ш-ура (пародия на Шуру);
  - Константин Тягач (пародия на Николая Трубача);
  - главный персонаж пародийного комикса «Супер-пупер»;
  - в сериале «Россия. XX век» — Дзержинский, белогвардеец, эмигрантка, Горький, знатный работник НКВД Иван Иванович Чугунков и другие персонажи;
  - в фильме «Сестра-3» — мать главной героини, торговец оружием, служащий паспортного контроля, марсианин, стилист фильма Ким Электрификацкий, исполнял пародию на песню Михея «Сука-любовь»

### Татьяна Лазарева
- - ведущая «Настоящего мужского ток-шоу для настоящих женщин»;
  - Татьяна Тургенева (пародия на Татьяну Толстую);
  - Перина Пуховицкая, Дубина Редковицкая (пародия на Регину Дубовицкую);
  - Татьяна Юрьевна Звездунова («33 квадратных метра»);
  - член Всероссийского общества тупых («Девушка»);
  - Елена Иностранга (Елена Афроамериканга, Елена Чунга-Чанга, Елена Штанга) (пародия на Елену Хангу);
  - ведущая программы «Женские истерики с Татьяной Лазаревой» (пародия на программу «Женский взгляд» с Оксаной Пушкиной; название — отсылка к её предыдущей передаче «Женские истории»);
  - госпожа Лазарева (появлялась в пародиях на программу «Что? Где? Когда?»[* 1]);
  - Луната Рытвинова (пародия на Ренату Литвинову);
  - ведущая программы «Герой дня без штанов» Ирина Задвумяйцева (пародия на Ирину Зайцеву и её ток-шоу «Герой дня без галстука»);
  - ведущая передачи «Злобное слабо» (пародия на Марию Киселёву и передачу «Слабое звено»);
  - Татьяна Ларина (пародия на ток-шоу «Окна»);
  - Елена Тыковлева (пародия на Елену Яковлеву);
  - пародии на Аллу Пугачёву (Алла Барбарисовна Чёрттечёва);
  - Татьяна Обалденко (пародия на Татьяну Овсиенко);
  - в сериале «Кабачок ОСП-стулья» — пани Модель, пани Жена соседа;
  - Вахтанг (персонаж телесериала «Сакартвели»);
  - Кибрит (персонаж телесериала «Следствие ведут милицанеры»);
  - в сериале «Россия. XX век» — Крупская, Каплан, работница, крестьянка, освобожденная женщина Востока, учительница, ведущая «Голубого огонька-1937» и другие персонажи

### Александр Толоконников
- - член Всероссийского общества тупых («Лысенький»);
  - аккомпаниатор программы «Доброе утро, Америка!» (возможно, аллюзия на Левона Оганезова как соведущего программы «Добрый вечер с Игорем Угольниковым»);
  - в сериале «Россия. XX век» — Ленин (в первых сериях)
  - спортивный бард Розенблюм (аллюзия на Александра Розенбаума)

### Михаил Шац
- - ведущий телепрограммы «Доброе утро, Америка!» Майк;
  - доктор Шанс/Шац;
  - Владимир Смешневский (пародия на Владимира Вишневского);
  - Дмитрий Свекров (пародия на Дмитрия Диброва);
  - Павел Блинцев (пародия на Павла Любимцева);
  - пародия на Дмитрия Нагиева как ведущего ток-шоу «Окна»;
  - Борис Борман (пародия на Бориса Бермана как ведущего программы «Без протокола»);
  - председатель Всероссийского общества тупых при Государственной Думе;
  - эксперт программы «Зеркальное трюмо» Михаил Натанович Паук;
  - в сериале «Кабачок ОСП-стулья» — пан Ведущий, пан Иностранец; пан Помощник депутата
  - господин Балда (пародия на Бориса Бурду. Появлялся в пародиях на «Что? Где? Когда?»);
  - Николай Безносков (пародия на Николая Носкова);
  - пародия на солиста группы Queen Фредди Меркьюри;
  - Гай Макетов (пародия на Кая Метова);
  - ведущий программы «Пылесос истории» (пародия на Леонида Якубовича и передачу «Колесо истории»);
  - дядя Георгий (персонаж телесериала «Сакартвели»);
  - в сериале «Россия. XX век» — Николай II, Сталин, скрипач Степан Кац, кулак, Семён (персонаж фильма «Смерть вредителям»), кавалерист, кинорежиссёр Пырьев, Свердлов и другие персонажи;
  - ряд ролей в «33 квадратных метра»

### Другие
- Валентина Смирнова
  - Елена Кащеева (пародия на Елену Ищееву),
  - Фёкла Калошина (пародия на Авдотью Смирнову),
  - Ольга Ларина (в пародии на программу «Окна»),
  - Ирина Соплякова (пародия на Ирину Салтыкову),
  - Стефания Чувырлова (пародия на Яну Чурикову)
- Пётр Винс
  - Павел Глебовский (пародия на Глеба Павловского)
  - Мария Новоарбатова — пародия на Марию Арбатову)
  - Микита Нихалков — пародия на Никиту Михалкова
- Дмитрий Никулин
- Александр Пушной
- Григорий Малыгин

## Постоянные рубрики, пародии и спецпроекты
- «Времище» («10 минут в прямом эфире с…») — аллюзия на программу «Времечко». Вначале существовала как пародия на эту передачу, впоследствии изменила формат и стала называться «10 минут в прямом эфире с…». Открывалась обычно словами «Здравствуйте, уважаемые телезрютеля!». Ведущая («Танюська-симпапуська») вначале читала вымышленные новости, затем ведущий («Серж Молодожёнов») приглашал в эфир гостя, беседа с которым перебивалась сюжетами основной передачи. Позже появилась сходная рубрика «Временища» (аллюзия на аналитическое ток-шоу «Времена»), которую вел «Сергей Белоголовзнер».
- «Музыкальный электровоз» — музыкальная часть передачи (1996—2001 гг.). Представляла собой пародию на программу «Музыкальный обоз» (слоган «Достоверно о всех стилях и направлениях современной музыки» был пародийно переложен как «Музыка всех стилей, поезда всех направлений»), а её ведущий Сергей Белый — на Ивана Демидова. Ведущий беседовал с гостями (участники передачи, пародировавшие певцов и музыкантов). В конце звучала пародия на какую-либо песню.
- «Настоящее ток-шоу для настоящих женщин». Ведущая предлагает на продажу различных мужчин, у которых берёт интервью.
- «„Надысь: в будущее“ с Леонидом Парфюмовым» — пародия на Леонида Парфёнова и его документальный телепроект «Намедни: Наша Эра».
- «Легенды Папиков» — пародия на цикл документальных фильмов (от BBC) о популярных музыкальных группах прошлого. Были спародированы группы «The Beatles», «Queen», «ABBA», «Dschinghis Khan», «Baccara», «Arabesque», «Rammstein» и «Ласковый май», а также Элвис Пресли.
- «Женские истерики с Татьяной Лазаревой». Пародия на «Женский взгляд Оксаны Пушкиной». В передаче рассказывалось о нелегкой судьбе некогда известных мужчин (среди спародированных персонажей были Юрий Лоза, Леонид Якубович и другие).
- «Мой крест». Пародия на программу «Канон», которую вёл Иван Охлобыстин.
- «Сакартвели». Телесериал на «грузинскую» тему.
- «Зеркальное трюмо». Название — отсылка к выходившей в те годы программе Николая Сванидзе «Зеркало». Ведущий Юрик Добриян (Сергей Белоголовцев) беседовал с экспертом Михаилом Натановичем Пауком (Михаил Шац).
- «Masters of Universe — хозяева вселенной». Пародия на космические сериалы.
- «Россия. XX век». Пародия на документальный фильм об истории России[45][46].
- «„Ночной пролёт“ с Андреем Массивновым». Пародия на программу «„Ночной полёт“ с Андреем Максимовым».
- «„Стиль“ с Лунатой Рытвиновой». Пародия на программу «„Стиль“ с Ренатой Литвиновой».
- «„Герой дня без штанов“ с Ириной Задвумяйцевой». Пародия на программу «„Герой дня без галстука“ с Ириной Зайцевой». Ведущая брала интервью у известных личностей (среди спародированных персонажей были Александр Лукашенко, Сергей Кириенко, Никита Михалков, Дмитрий Аяцков и другие).
- «Супер-пупер» (пародия на комиксы о Супермене).
- «Шланг! Шланг!». Пародия на телепередачу «Аншлаг». Помимо ведущей, были спародированы Семён Альтов («сатирик Семён»), Виктор Коклюшкин («Кока Клюшкин»), Евгений Ваганович Петросян («Выгений Вагонович Смехопанорамосян») и другие.
- «Кабачок ОСП-стулья». Цикл программ, выполненных в стиле телепередачи «Кабачок «13 стульев»». Помимо основных участников передачи, в программе принимали участие:
  - Лена Зосимова (пани Зося), а также (по алфавиту):
  - Ирина Богушевская (пани Богушевич)[47]
  - Илона Броневицкая (пани Железяцка)[48]
  - Наталья Ветлицкая (пани Ветлицкая)[49]
  - Олег Газманов (пан Поручик)[48]
  - Сергей Галанин (пан Галантишек)[50]
  - Диана (пани Диана)[50]
  - Иванушки International (паны Иваны)[51]
  - Филипп Киркоров (пан Киркоров)[49]
  - Наташа Королёва (пани Королинка)[52]
  - Алексей Кортнев (пан Кореш)[53]
  - Отар Кушанашвили (пан Крыша)[54]
  - Владимир Лёвкин (пан Лёвчик)
  - Кай Метов (пан Певец)
  - Лолита Милявская (пани Лолита)[54]
  - Маргарита Митрофанова (пани Мотя)[54]
  - Кристина Орбакайте (пани Кристя)[49]
  - Евгений Осин (пан Ося)[55]
  - Ирина Отиева (пани Отя)[55]
  - Сергей Пенкин (пан Пенный)
  - Елена Преснякова (пани Пшеснякова)[47]
  - Николай Расторгуев (пан Полувоенный)[53]
  - Виктор Рыбин (пан Рыбчик)[51]
  - Виктор Салтыков (пан Щедрин)[47]
  - Алёна Свиридова (пани Фламингова)[53]
  - Александр Ф. Скляр (пан Боцман)[56]
  - Валерий Сюткин (пан Сиюминуткин)[50]
  - Николай Трубач (пан Труба) и Борис Моисеев (пан Вотруба)[52] и другие.
- «ОСПесня года» (ОСПесня-99[57], ОСПесня-2000 — пародия на фестиваль «Песня года», участники которого исполняли музыкальные пародии. Помимо основных участников передачи, в программе выступали группы «Агата Кристи», «На-На», «Браво», «Отпетые мошенники», «Дюна», артисты Максим Леонидов, Николай Трубач и Борис Моисеев, Ирина Отиева, Игорь Бутман, Александр Буйнов, Кристина Орбакайте, Алёна Апина, Вилли Токарев, «Михей и Джуманджи» и другие. Помимо основных участников концертной программы, в сценках также принимали участие Алексей Нилов, Александр Половцев, Сергей Селин, Михаил Трухин, Михаил Леонтьев, Владимир Кара-Мурза, Отар Кушанашвили, Рита Митрофанова, Владимир Березин и Александра Буратаева.
- Фильм Алексея Балалайкина «Сестра-3»[58]. Пародия на фильмы Алексея Балабанова «Брат» и «Брат 2». Помимо основных участников программы, также принимали участие певец Виктор Салтыков, телеведущие Иван Демидов, Александр Олейников, Отар Кушанашвили, кинорежиссёры Юлий Гусман и Виктор Мережко, группа «2ва самолёта» и др.[59].
- Также несколько раз пародировались передачи:
  - «Окна»,
  - «Апология» («Болтология»),
  - «Слабое звено» («Злобное слабо», «Сладкое дерьмо»),
  - «Что? Где? Когда?» («Ничто, нигде, никогда»),
  - «Без протокола» («Без дырокола»),
  - «Театральный понедельник» («Театральный пододеяльник»),
  - «Про это» («Про чё-то»),
  - «Принцип домино» («Домино», "Принцип Домино", "Принцип Кимоно", "Принцип Всё Одно", "Принцип Всё Равно", "Приступ домино"),
  - «Путешествия натуралиста» («Приключения ботаника»),
  - «Школа злословия» («Школа словоблудия»),
  - «Последний герой» («Последний пионер»),
  - «Страна советов» («Верховный совет»),
  - «Акулы пера» («Пираньи пера»)
  - «Своя игра» («Моя-твоя игра»)
  - «Гордон» («Дурдом»)
и другие.

### Пародии на певцов и группы
В рамках рубрик «Музыкальный электровоз», «Золотой какофон» и другие были спародированы:
- «Агата Кристи» («Жорж Сименон»),
- Алёна Апина (Алэна Папина),
- «А-Студио» («Б-Музыко»),
- «Белый орёл» («Белый сокол», «Чёрный ворон», «Белый грузин»),
- Владимир Воленко и группа «Божья коровка» (Владимир Шалабуев и группа «Божий коровник»),
- «Браво» («Бис-зашибис») и Жанна Агузарова (Инна Зажигалова, Жабба Амбразурова),
- Татьяна Буланова (Татьяна Хасбуланова),
- Александр Васильев и группа «Сплин» (Василий Александров и группа «Сплюнь»),
- Александр Вертинский (Александр Крутинский),
- «Виртуозы Москвы» («Виртуозы Вологды»),
- «Вопли Видоплясова» («Фиглимигли Фиглимиглиева», «Стоны Сулейменова»),
- Олег Газманов (Олег Эсказманов)
- Борис Гребенщиков (ГБ),
- «Гости из будущего» («Гости из булочной», «Бредущий из Гостей», «Кости из прошлого»),
- Лариса Долина (Лариса Долькина)
- «Иванушки International» («Алёнушки Limited», «Виталики GmBH», «Козлятушки-ребятушки International»),
- Кай Метов (Гай Макетов),
- «Калинов Мост» («Дантистов мост»),
- Филипп Киркоров (Кирилл Филиппов, Полип Фарфоров),
- «Крематорий» («Профилакторий»),
- Максим Леонидов (Леонид Максимов, Максим Лимонадов),
- Григорий Лепс (Григорий Швепс)
- «Лицей» («Антиполицей»),
- «Любэ» («Ваще»),
- Дмитрий Маликов (Дима Маленький)
- «Мальчишник» («Горчичник», «Картишки»),
- «Машина времени» («Машина доения», «Вершина племени»),
- Валерий Меладзе (Валерий Камикадзе),
- Борис Моисеев (Морис Федосеев),
- «Моральный кодекс» («Аральный шмодекс»),
- «Мумий Тролль» («Винний Пух»),
- «Несчастный случай» («Неприятное происшествие»),
- Татьяна и Сергей Никитины (Татьяна и Михаил Никитишны),
- Константин Никольский (Николай Нидворский),
- Николай Носков (Николай Безносков),
- Татьяна Овсиенко (Татьяна Обалденко),
- «Премьер-министр» («Премьер-министр Касьянов»),
- Владимир Пресняков-младший (Вольдемар Песняков),
- Алла Пугачёва (Алла Барбарисовна Чёрттечёва),
- Александр Розенбаум (Александр Розенблюм; позднее персонаж закрепился в рамках программы «БиС»),
- Виктор Рыбин и группа «Дюна» (Виктория Рыбинович и группа «Дуня»),
- «Руки Вверх!» («Ноги Вниз?», «Ноги Всторону»),
- Ирина Салтыкова (Ирина Слабоголосова, Ирина Соплякова)
- Алена Свиридова (Алёна Ставридова),
- Гарик Сукачёв и «Неприкасаемые» (Гарик Сучкин и «Неполоскаемые»)
- Татьяна Морозова и группа «Унесённые ветром» (Лариса Меркантильная и группа «Унесённые насморком»),
- Николай Трубач (Константин Тягач, Николай Пугач),
- Хор имени Верёвки,
- «Чай вдвоём» («Чифир вдвоём»),
- Сергей Чиграков и группа «Чиж & Co» (Андрей Чурбаков и группа «Чушь»),
- Юрий Шевчук и группа «DDT» (Юрий Шашлык и группа «ТТД»)
- Михаил Шуфутинский (Михаил Шкафутинский) и другие.

### Комментарии
1. ↑  В клубе «Что? Где? Когда?» есть игрок по фамилии Лазарева